# 한순희 (양궁 선수)
한순희(1955년 5월 3일~)는 조선민주주의인민공화국의 양궁 선수이다. 1976년 하계 올림픽에서 조선민주주의인민공화국 대표 선수로 참가해 여자 개인전에서 두 라운드 모두에서 10위를 차지했고, 1978년 아시안 게임 여자 단체전에서 동메달을 획득했다.